# 埃文 (愛達荷州)
埃文（英語：Avon）是位於美國愛達荷州拉塔縣的一個非建制地區。

## 地理
埃文的座標為46°49′34″N 116°36′50″W / 46.82611°N 116.61389°W，而該地的平均海拔高度為827米（即2713英尺）。